# 会式七号小型飛行機
会式七号小型飛行機
- 用途：戦闘機
- 設計者：沢田秀
- 製造者：臨時軍用気球研究会
- 運用者：大日本帝国陸軍
- 初飛行：1916年6月13日
- 生産数：1機
- 退役：1917年3月8日
- 運用状況：不採用・喪失

会式七号小型飛行機（かいしきななごうこがたひこうき）は、大日本帝国陸軍の試作戦闘機（駆逐機）。初の日本製戦闘機となった。一般には会式七号駆逐機と呼ばれたほか、設計者の名前から沢田式とも呼ばれている。

## 概要

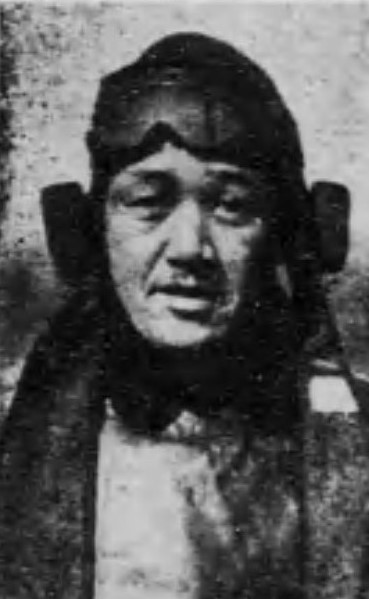
沢田秀

臨時軍用気球研究会の沢田秀中尉は、1915年（大正4年）秋に独自設計の推進式戦闘機の設計に着手した。機体は1916年（大正5年）6月11日に完成、6月13日に初飛行した。その後、軍用機視察を目的とした沢田中尉の訪欧を挟んだ1917年（大正6年）2月に本格的な飛行試験を開始したが、同年3月8日に所沢陸軍飛行場で飛行試験中、急降下から水平飛行に移った直後に空中分解する事故を起こし、自らテストパイロットを務めていた沢田中尉も殉職。開発は中止され、沢田中尉は青山霊園に葬られた。
機体は、当時日本に輸入されていたカーチス モデルDなどのカーチス製推進式曲技機を参考とした設計の、木製骨組に翼のみ羽布張りの小型軽快な双胴複葉機で、初飛行時には好成績を示している。降着装置は前輪式の固定脚。武装として固定機関銃1挺を装備する予定だったが、実際に装備されることはなかった。また、この機体が「会式」の名のつく最後の機体となった。
なお、「会式七号飛行機」と呼ばれる航空機はもう一種類存在する。1915年4月に完成したアンリ・ファルマン1914年型（輸入機）の改造機で、その用途から会式七号偵察機とも呼ばれた。同年9月に所沢で墜落事故を起こして大破し、エンジンは回収され会式七号駆逐機に転用されている。

## 諸元
- 全長：9.00 m
- 全幅：11.00 m
- 翼面積：41.2 m2
- 全備重量：734 kg
- エンジン：カーチス OX-5（英語版） 水冷V型9気筒（最大100 hp） × 1
- 最大速度：110 km/h
- 武装：固定機銃 × 1（予定）
- 乗員：1名